# 圣雷娜 (上索恩省)
圣雷娜（法語：Sainte-Reine，法語發音：[sɛ̃t ʁɛn]）是法国上索恩省的一个市镇，属于沃苏勒区。

## 地理
圣雷娜（47°29'50"N, 5°46'42"E）面积6.18 平方千米，位于法国勃艮第-弗朗什-孔泰大區上索恩省，该省份为法国东部内陆省份，北起顺时针与孚日省、贝尔福地区省、杜省、汝拉省、科多尔省和上马恩省接壤。
与圣雷娜接壤的市镇（或旧市镇、城区）包括：伊尼、瑟沃-莫泰。
圣雷娜的时区为UTC+01:00、UTC+02:00（夏令时）。

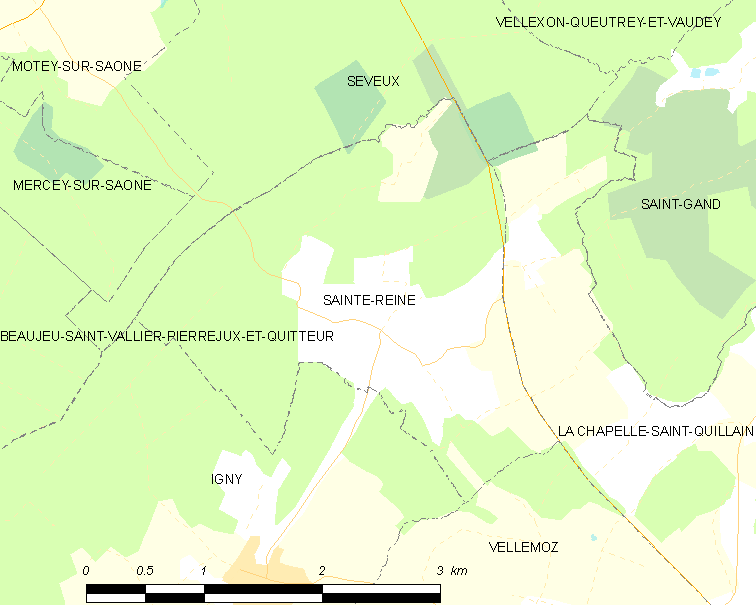
圣雷娜的OSM定位图

## 行政
圣雷娜的邮政编码为70700，INSEE市镇编码为70471。

## 政治
圣雷娜所属的省级选区为索恩河畔塞和圣阿尔班县。

## 人口

1962-2008年间圣雷娜人口变化图示

圣雷娜于2022年1月1日时的人口数量为22人。